# 陣車增二
長蛇座59，又名CD-2710148，HD 132219、SAO 183058、HR 5577，是長蛇座的一颗恒星，视星等为5.65，位于銀經334.61，銀緯27.28，其B1900.0坐标为赤經14h 52m 44s，赤緯-27° 27.28′ 21″。